# Nhà hát Múa rối và Diễn viên ở Wałbrzych

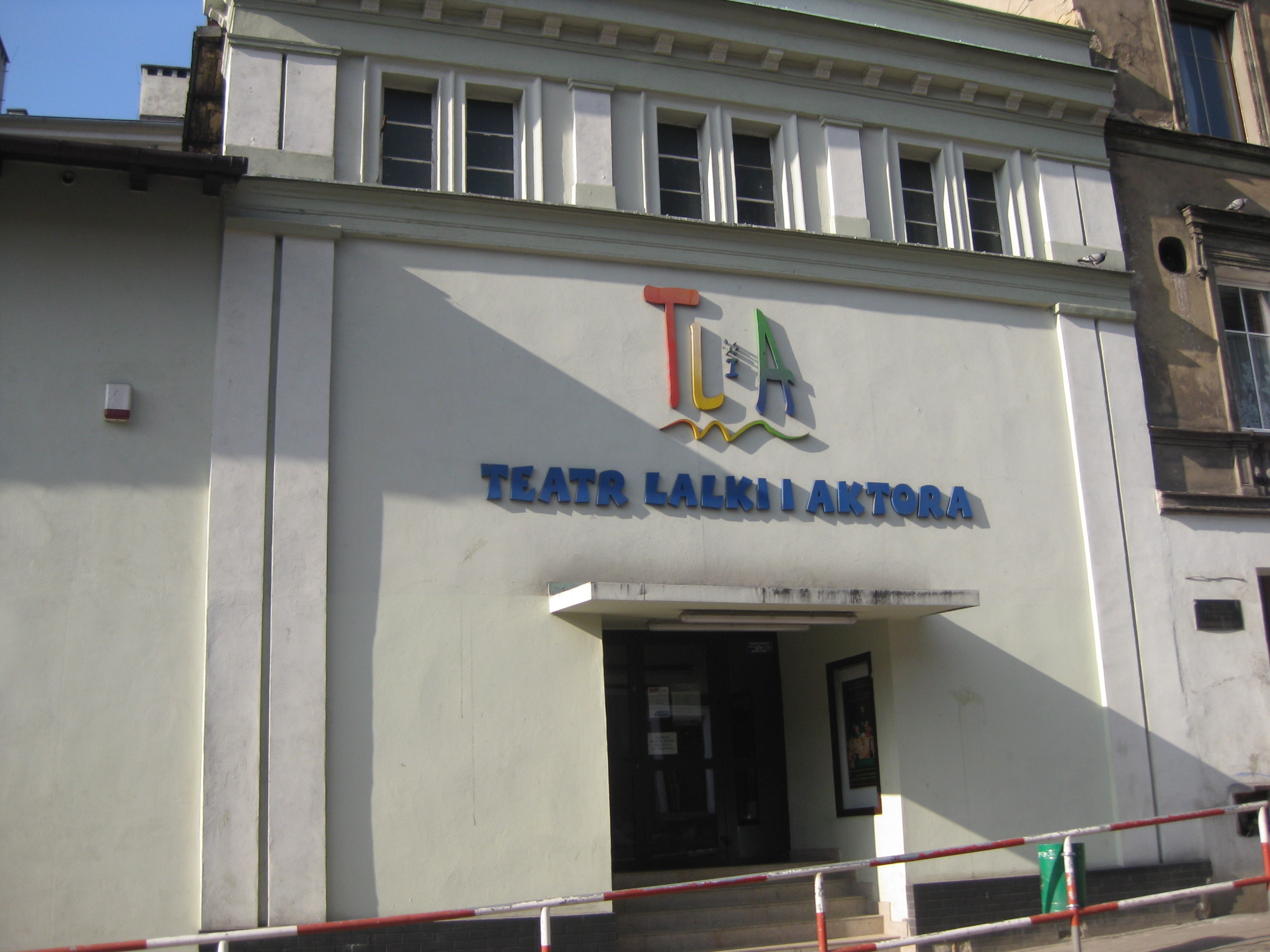
Nhà hát Múa rối và Diễn viên ở Wałbrzych (2011)

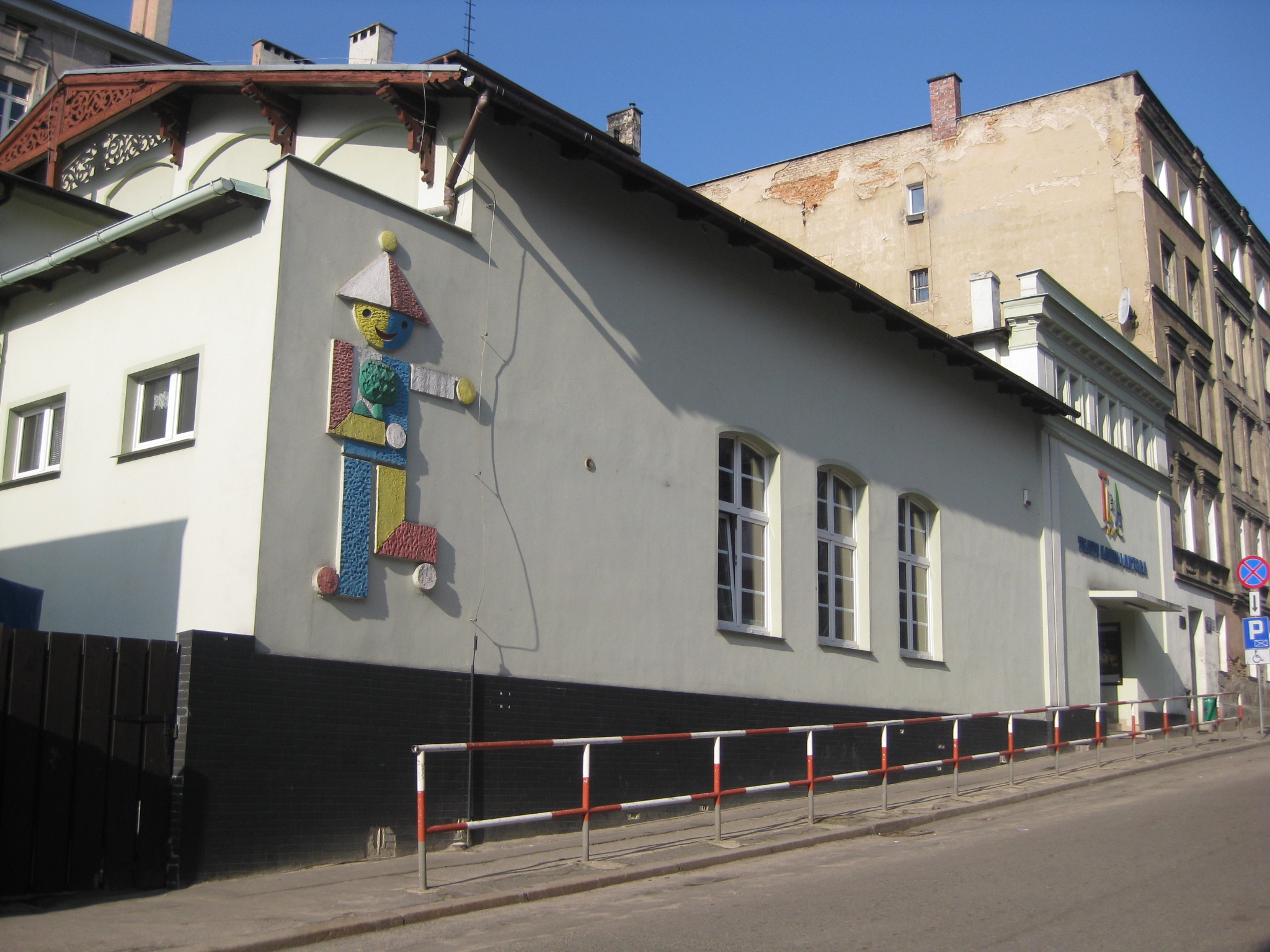
Nhà hát Múa rối và Diễn viên ở Wałbrzych (2011)

Nhà hát Múa rối và Diễn viên ở Wałbrzych (tiếng Ba Lan: Teatr Lalki i Aktora w Wałbrzychu) là một trong những sân khấu múa rối lâu đời nhất ở Ba Lan, tọa lạc ở Wałbrzych và bắt đầu hoạt động từ năm 1945. Nhà hát được thành lập và ra đời nhờ tâm huyết của cặp vợ chồng Melania và Tadeusz Karwat. Sau nhiều lần đổi tên, Nhà hát chính thức được mang tên Nhà hát Múa rối và Diễn viên vào năm 1999.
Trong giai đoạn 2004-2011, Nhà hát đã triệt để hiện đại hóa  cơ sở hạ tầng (cả trụ sở và trang thiết bị) và nâng cao chất lượng sân khấu để mang lại những trải nghiệm tốt nhất đến với khán giả khi đón xem các buổi biểu diễn trong tương lai.

## Tiết mục
- Đối tượng: thu hút mọi lứa tuổi, đặc biệt là khán giả nhỏ tuổi, thanh thiếu niên, gia đình ở Wałbrzych cho đến những khán giả là du khách nước ngoài yêu nghệ thuật.
- Các tiết mục của Nhà hát Múa rối và Diễn viên ở Wałbrzych vô cùng hấp dẫn và giàu tính nghệ thuật. Trong đó, nổi bật nhất là các vở diễn dựa trên các câu chuyện cổ tích và tác phẩm văn học kinh điển của Ba Lan cũng như thế giới, chẳng hạn như "Romeo và Juliet" hay "Alice ở xứ sở thần tiên".[2] Nhà hát còn mang các vở diễn đặc sắc đến khắp nơi ở Ba Lan cũng như ở nước ngoài như Đức, Cộng hòa Séc, Romania và Nga để nhiều khán giả hơn có cơ hội tiếp cận và thưởng thức.

## Giải thưởng
Nhà hát Múa rối và Diễn viên ở Wałbrzych được trao tặng hàng chục giải thưởng nghệ thuật danh giá khi tham gia các liên hoan sân khấu và cuộc thi nghệ thuật tại Ba Lan cũng như quốc tế: ở Wrocław, Warsaw, Opole, Poznań, Bielsko-Biała và nhiều nơi tổ chức khác.